# 樋口由加里
樋口 由加里（ひぐち ゆかり、1988年1月19日 - ）は、岡山県出身の競艇選手。登録番号4501。身長143cm。血液型B型。102期。岡山支部所属。師匠は田口節子（登録番号4050）、同期に桑原悠、山田康二、滝澤友恵、上野真之介、遠藤エミらがいる。

## 来歴
- やまと競艇学校時代、リーグ戦勝率4.29（準優出以上なし）の成績を残した。
- 2008年5月15日、児島競艇場でデビュー（6着）。
- 2008年11月22日、徳山競艇場での「ボートピア呉徳山開設16周年記念 瀬戸の海王決定戦」4日目1Rで初勝利（69走目）。
- 2011年1月19日、鳴門競艇場での「第30回スポーツ報知杯競走」で初優勝。
- 2012年2月28日、多摩川競艇場での「G1第25回女子王座決定戦競走」にG1初出場。3月2日、4日目1RでG1初勝利[1]。